# 型枠支保工
型枠支保工（かたわくしほこう）とは、建設現場においてコンクリートを打設する際に使用する型枠を支持する為のものであり、根太・大引・支柱等よりなる。労働安全衛生法では「支柱、梁、つなぎ、筋かい等の部材により構成され、建設物におけるスラブ、けた等のコンクリートの打設に用いる型わくを支持するための仮設の設備をいう」と定義されている。

## 型枠支保工の種類

### パイプサポート式型枠支保工
一般的に広く使用されている方法で、せき板・根太（単管パイプ）・大引（端太角）・パイプサポート（補助サポート）を用いる。1本の長さが30cm程度から390cmと各種あり、高さに応じて2本まで継いで使用可能である。直角2方向に水平つなぎを高さ2m以内ごとに取り付ける事により、許容荷重を2tとする事ができるのである。

### 軽量支保ばり式型枠支保工
軽量支保はり（AXビーム等）を使用し、主に床版（スラブ）の打設に使用する。スラブ厚にもよるが通常30cm・36cmピッチで設置する。

### 枠組式型枠支保工
外部足場に使用する建枠とその付属部材を用いて支保工とするものである。

### 組立鋼柱式型枠支保工
四角支柱同士をボルトで緊結し使用する、1本の許容荷重が20tと大きいので、主として土木の現場で使用されている。

### くさび結合式型枠支保工
1柱あたりの許容荷重（6.0t前後）が大きく、システム支保工として多くの類似製品が発売されている。主な製品は日綜産業の3Sサポート・住友金属建材のTSサポート・光洋機械産業のOKサポート・　SNビルテック（現在のトータル都市整備）　のパワーフレーム等がある。
支柱は外径60.5mmの径のものを用いて、水平つなぎ材をくさびで支柱のフランジに打ち込み固定する。また、支柱には先端にほぞが備えられており、簡単に差し込み増設できる。支柱の長さや水平つなぎの長さはメーカーにより各種ある。支柱の外径は他に42.7mmと48.6mmのものがある。

### 四角塔式支保工（STシステム）
STシステムの基本構成部材はわずか７点であり、クレーンで吊って移動できる等、作業性が大幅に向上し工期の短縮が可能となる。また、重荷重にも対応し、1タワーの最大許容荷重は22ｔなのでスパンが飛ばせて作業スペースが広く取れる。近年CST工法（グリーンリバー株式会社特許保有）という玉掛けを地上で脱着すことのできる特許工具が開発され、さらに作業性が向上した。